# Øresundståg
Øresundståg (een porte-manteau van het Zweedse Öresundståg en het Deense Øresundstog) is de naam van een regionale treindienst in de Sontregio. Treinen rijden overdag met een interval van 15 minuten tussen de Deense hoofdstad Kopenhagen via de Sontbrug naar de  Zuid-Zweedse steden Malmö en Lund. Vanuit Lund rijden de meeste Oresundtreinen door naar Göteborg, Kalmar of Karlskrona. In de spitsuren is er een uitgebreidere treindienst tussen Kopenhagen en Lund en ook 's nachts rijdt er op dit traject minstens één keer per uur een trein. De treindienst wordt beheerd door de Zuid-Zweedse verkeersautoriteit Skånetrafiken, welke de treindienst heeft uitbesteed aan Transdev.

## Historie
Øresundståg startte op 1 juli 2000 geïntroduceerd ter gelegenheid van de opening van de Sontbrug, de vaste verbinding tussen Zweden en Denemarken. In eerste instantie richtte de dienst zich voornamelijk op forensenverkeer tussen Malmö en Kopenhagen. De treindienst werd hierbij uitgevoerd door de twee staatsspoorwegmaatschappijen van beide landen, DSB in Denemarken en SJ in Zweden. Al snel werd het netwerk aan de Zweedse zijde uitgebreid met routes naar Helsingborg en Kristianstad, en aan de Deense zijde werd het netwerk verlengd richting Helsingør. Hierdoor ontstond een uitgebreid netwerk dat de beide landen in de Sontregio verbond. 
Door de bouw van de citytunnel in Malmö werd de reistijd tussen Kopenhagen en Malmö vanaf 2010 verder verkort. De aantrekkelijke treindienst, met een reistijd tussen Københavns Hovedbanegård en Malmö Central van 35 minuten en een kostprijs die beduidend lager ligt dan de tol over de Sontbrug voor automobilisten, heeft geleid tot drukte in de treinen en een uitbreiding van de treindienst met tot elke tien minuten een trein tussen de beide landen. 
Aan de Deense kant van de route stopt de trein regelmatig, gemiddeld elke vier kilometer. Aan de Zweedse kant van de lijn wordt er beduidend minder gestopt en rijdt de Øresundståg als een snelle regionale trein. Eindstations Göteborg, Kalmar en Karlskrona liggen ongeveer 300 km van Kopenhagen. Omdat dit voor de lokale reizigers binnen Denemarken voor problemen zorgde (vertragingen diep in Zweden konden er immers toe leiden dat reizigers tussen Kopenhagen en Helsingør vertraging opliepen), is sinds december 2021 de treindienst aan de Deense zijde ingekort tot het Kopenhaagse station Østerport. Sindsdien ligt de verantwoording voor de treindienst bij de Zuid-Zweedse verkeersautoriteit Skånetrafiken en wordt de treindienst volledig zonder de Deense staatsspoorwegmaatschappij DSB gereden. 

### Aanbestedingen
In 2007 is de treindienst aanbesteed, vanaf december 2009 werd de treindienst uitgevoerd door DSBFirst, een joint-venture tussen DSB en de Schotse vervoerder First. Door problemen met de financiën werd de concessie in de zomer van 2011 teruggegeven, vanaf december 2011 voerde aan de Deense kant DSB de treindienst uit en aan Zweedse kant werd de dienst uitgevoerd door Transdev.
Met de inkorting van de treindienst aan Deense kant tot Kopenhagen is voor de periode na december 2021 de treindienst opnieuw aanbesteed. Transdev werd hierbij de vervoerder voor de hele treindienst, inclusief het trajectdeel in Denemarken. Vanaf december 2025 wordt de treindienst uitgevoerd door VR Sverige.

## Materieel
Voor de treindienst over de Sontbrug werden door SJ en DSB speciale treinstellen ontwikkeld, die gebaseerd werden op de IC3-treinstellen van DSB. Deze treinstellen staan bekend als X31 of Contessa. De treinstellen hebben een totale lengte van 79 meter en bestaan uit drie rijtuigen. De stellen zijn geschikt voor zowel de Deense (25 kV 50 Hz) als Zweedse (15 kV 16⅔ Hz) spanning. Elk treinstel heeft in totaal 196 zitplaatsen, de maximumsnelheid bedraagt 180 km/h.

## Grenscontroles
Bij de introductie van de Øresundståg is geen rekening gehouden met grenscontroles, omdat zowel Denemarken als Zweden deel zijn van het Schengengebied. 
Als gevolg van de Europese vluchtelingencrisis werden in 2015 grenscontroles ingevoerd. Vanaf december 2015  verplichtte de Zweedse regering namelijk identiteitscontroles voor alle treinen die vanuit Denemarken kwamen. Omdat deze controles door de Zweedse politie tot 20 minuten per trein in beslag namen raakte de dienstregeling ernstig verstoord. 
Als gevolg hiervan werden ook in Denemarken extra controles ingevoerd. Op het station van de Kopenhaagse luchthaven, de laatste halte in Denemarken voor de grens met Zweden, werden alle reizigers naar Zweden de trein uit gehaald en gecontroleerd alvorens zij de trein weer in mochten. Hierdoor werd de treindienst over de brug teruggebracht tot maximaal drie treinen per uur. Behalve de verminderde frequentie bleef de dienstregeling vanuit Zweden naar Denemarken grotendeels ongewijzigd: overdag reden treinen door naar Helsingør en ’s avonds naar Østerport, zonder identiteitscontroles bij binnenkomst in Denemarken. 
Sinds 4 mei 2017 worden identiteitscontroles voor treinen naar Zweden uitsluitend uitgevoerd op het station Malmö Hyllie, de eerste halte in Zweden vanuit Denemarken. De treinen van Øresundståg staan hiervoor zes minuten langs het perron, zodat de Zweedse politie controles kan uitvoeren. 